# Martin Præstegaard
Martin Præstegaard (født 24. marts 1976 i Gentofte) er en dansk embedsmand. Han er pr. 1. juli 2022 udnævnt til administrerende direktør i Arbejdsmarkedets Tillægspension (ATP), hvor han tidligere var viceadministrerende direktør. Han er tidligere departementschef i Finansministeriet.
Han er uddannet cand.scient.pol. fra Københavns Universitet i 2002.

## Kontroverser

### Dårlige investeringsresultater
Under Martin Præstegaards ledelse i ATP har selskabet oplevet betydelig kritik for sine investeringsresultater. I 2022 realiserede ATP et tab på cirka 60 mia. kr. i bonuspotentialeporteføljen, svarende til et afkast på -40,9 %, hvilket blev anset som et af de største i ATP’s historie.
I 2023 leverede ATP et investeringsafkast på omkring 5 %, mens flere toneangivende markeder, såsom S&P 500 og danske aktier, steg væsentligt mere. Kritikere, herunder økonomiprofessor Henrik Ramlau-Hansen, fremhævede ATP’s strategi som underpræsterende i forhold til sammenlignelige pensionskasser.
Desuden blev kommunikationen i kølvandet på de negative resultater kritiseret, efter at Præstegaard i et interview kaldte kritikere for »mandagstrænere«, hvilket blev betragtet som en uhensigtsmæssig retorik i forhold til ATP’s samfundsrolle.

### Investeringer i våbenproducenter
I 2023 og 2024 kom det frem, at ATP havde investeringer i internationale våbenproducenter såsom Elbit Systems og Lockheed Martin. Disse selskaber leverer militært udstyr til den israelske hær, som har været aktiv i Gaza og på Vestbredden. NGO’er og aktivistgrupper har kritiseret investeringerne med henvisning til mulig medansvar for menneskerettighedskrænkelser og overtrædelser af international humanitær ret.
ATP har i udtalelser forklaret, at alle investeringer foretages i overensstemmelse med selskabets politik for ansvarlige investeringer, og at porteføljen løbende vurderes i forhold til internationale konventioner og interne etiske retningslinjer.